# 고슈나이역
고슈나이역(일본어: 光珠内駅 코우슈나이에키[*])은 일본 홋카이도 비바이시에 있는 홋카이도 여객철도 하코다테 본선의 역이다. 역 번호는 A15이며, 단선 · 섬식의 형태를 합친 복합 철도 역사이자 무인역이다.

## 이용 현황
| 연도     | 하루 평균 승차 인원 |
| 1981년도 | 49명                |
| 1992년도 | 112명               |
| 2008년도 | 36명                |
| -------- | ------------------- |

## 역 주변
- 국도 제12호선
- 홋카이도 삼림업 시험장

## 역사
- 1920년 9월 11일 : 일본국유철도 하코다테 본선의 고슈 신호소(일본어: 光珠信号所)로서 개설.
- 1922년 4월 1일 : 고슈 신호장(일본어: 光珠信号場)으로 개칭.
- 1924년 6월 1일 : 고슈 신호장 폐지.
- 1948년 11월 5일 : 고슈나이 가승강장(일본어: 光珠内仮乗降場)으로서 개업.
- 1952년 4월 10일 : 역으로 승격. 고슈나이역이 된다.
- 1987년 4월 1일 : 민영화에 의해, 홋카이도 여객철도가 승계.

## 인접 정차역
| 홋카이도 여객철도 하코다테 본선 | 홋카이도 여객철도 하코다테 본선 | 홋카이도 여객철도 하코다테 본선 |
| ------------------------------- | ------------------------------- | ------------------------------- |
| A14 미네노부 오타루 방면        | 하코다테 본선                   | 비바이 A16 아사히카와 방면      |